# SikTh
I SikTh sono un gruppo musicale progressive metal/mathcore britannico, originario di Watford, nell'Hertfordshire.
Sono conosciuti come i contributori alla creazione del djent.

## Storia del gruppo

### Gli inizi (2000-2005)
La band si formò nel gennaio 2000, ma una formazione stabile venne raggiunta solo nel marzo dell'anno successivo, stabile tanto da rimanere immutata fino allo scioglimento.
La prima pubblicazione ufficiale fu l'EP Let the Transmitting Begin nel 2002, contenente tre tracce e distribuito anche in una versione limitata con la registrazione live dei brani eseguita su BBC Radio 1.
Lo stesso anno viene pubblicato dalla Gut Records il secondo EP How May I Help You?, contenente ancora tre tracce, due delle quali andranno poi a far parte dell'album di debutto, oltre al video della canzone "(If You Weren't So) Perfect". Mikee Goodman scrisse, diresse e produsse un video di animazione per la canzone "How May I Help You?" che fu premiato come miglior video dalla rivista The Big Cheese Magazine, raggiunse il primo posto sulla MTV britannica e riscosse un discreto successo anche in Asia.
Il primo album, The Trees Are Dead & Dried Out Wait for Something Wild venne pubblicato il 18 agosto 2003 sempre dalla Gut Records. Fu prodotto dalla band stessa in collaborazione con Andrew Scarth e mixato da Colin Richardson, al lavoro anche con Machine Head e Slipknot. Dall'album furono estratti due singoli "Scent of the Obscene" e "Peep Show". How May I Help You? fu pubblicato come EP contenente inoltre la loro prima canzone scritta "Suffice" e una versione leggermente diversa di "Tupelo".
In supporto all'album la band si esibì al Download Festival nel 2003 e, l'anno successivo, in Giappone: prima insieme ad Anthrax e Killswitch Engage e poi al Fuji Rock Festival insieme a Lou Reed, PJ Harvey e Primus.
L'album vendette circa 30 000 copie tra Regno Unito, Giappone ed Australia.

### Secondo album e scioglimento (2006-2008)
Il secondo album venne pubblicato il 6 giugno 2006 negli Stati Uniti e venti giorni dopo nel Regno Unito con il titolo Death of a Dead Day.
Distribuito dalla nuova etichetta, la Bieler Bros. Records, raggiunse la 55ª posizione della classifica degli album britannica. Venne prodotto ancora dalla band in collaborazione con Matt LePlant.
Nell'ottobre dello stesso anno fu pubblicato, in sole 1 500 copie, il terzo EP intitolato Flogging the Horses contenente versioni demo delle tracce del secondo album, insieme ad un remix di "Where Do We Fall?" e "Each Other and Ourselves" bonus track dell'edizione giapponese di "Death of a Dead Day".
L'8 maggio 2007 Mikee Goodman e Justin Hill annunciarono la loro uscita dalla band alla conclusione del tour britannico "The Black Summer Starts Here" per dedicarsi ad altri progetti musicali e alla loro carriera di produttori discografici. L'ultimo concerto con la band fu quello alla Carling Academy di Londra il 14 settembre dello stesso anno.
Un anno dopo la band annunciò il proprio scioglimento per numerose ragioni, tra le maggiori l'impossibilità di individuare dei rimpiazzi ideali di Goodman e Hill e gli altri progetti in cui i membri rimasti erano coinvolti.

### La reunion (2014-presente)
Il 16 dicembre 2013 la band ha annunciato la reunion con la sua formazione originale per il Download Festival del 2014, a cui è seguito un tour nel Regno Unito e partecipazioni ad altri festival europei.

## Formazione attuale
- Mikee Goodman – voce
- Joe Rosser – voce, cori
- Dan Weller – chitarra, pianoforte
- Graham "Pin" Pinney – chitarra
- James Leach – basso
- Dan "Loord" Foord – batteria, percussioni

## Ex membri
- Justin Hill – voce (-2016)

## Discografia

### Album in studio
- 2003 – The Trees Are Dead & Dried Out, Wait for Something Wild
- 2006 – Death of a Dead Day
- 2017 - The Future in Whose Eyes?

### EP
- 2002 – Let the Transmitting Begin
- 2002 – How May I Help You?
- 2006 – Flogging the Horses
- 2015 - Opacities

### Demo
- 2000 – Pussyfoot/Suffice
- 2001 – Hold My Finger/Such the Fool
- 2003 – Pussyfoot

### Singoli
- 2003 - Scent of the Obscene
- 2003 - Peep Show
- 2015 - Philistine Philosophies
- 2015 - Behind the Doors
- 2017 - No Wishbones
- 2017 - Vivid
- 2017 - Golden Cufflinks